# Bệnh thối bẹ lúa
Bệnh thối bẹ lúa (có tên khoa học là Sarocladium oryzae hay Sawada) là một mầm bệnh thực vật gây ra bệnh thối rễ của lúa. Trong nuôi cấy, nó tạo ra 0,3-0,627 microgram axit helvolic và 0,9-4,8 microgam cerulenin trên mỗi ml môi trường nuôi cấy. Mức độ axit helvolic tương quan với tỷ lệ mắc bệnh thối vỏ cao hơn. Các hạt gạo từ các cây bị nhiễm bệnh có chứa 2,2 microgam axit helvolic và 1,75 microgam cerulein trên một gram hạt giống nhiễm bệnh, gây ra tình trạng ứ đọng và làm giảm khả năng sống sót hạt giống và sức khoẻ của cây con. S. oryzae cũng được biết đến với tên Acrocylindrium oryzae (Sawada). Trong 40 năm trước năm 2005, một chủng nấm công nghiệp phổ biến dùng để sản xuất cerulenin đã được biết đến dưới tên gọi "Cephalosporium caerulens", nhưng một chủng của dòng C. caerulens ban đầu KF-140 sau đó được chứng minh là đồng nhất với S. oryzae.